# Хвилів дуб
Хвилів дуб — ботанічна пам'ятка природи місцевого значення. Об'єкт розташований на території Золотоніського району Черкаської області, село Хвилівка (Хвильово-Сорочин).
Площа — 0,1 га, статус отриманий у 1975 році.

## Галерея

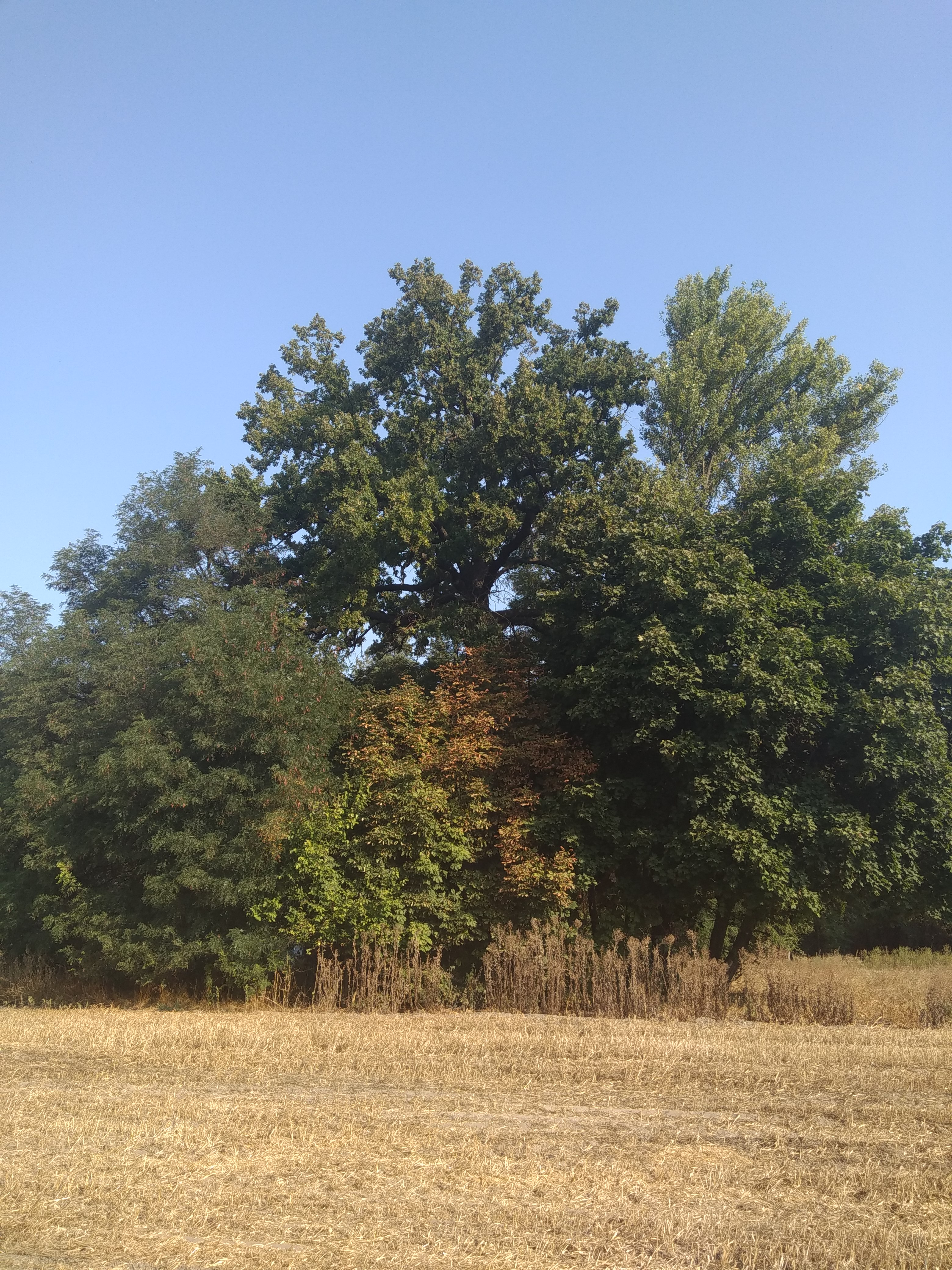
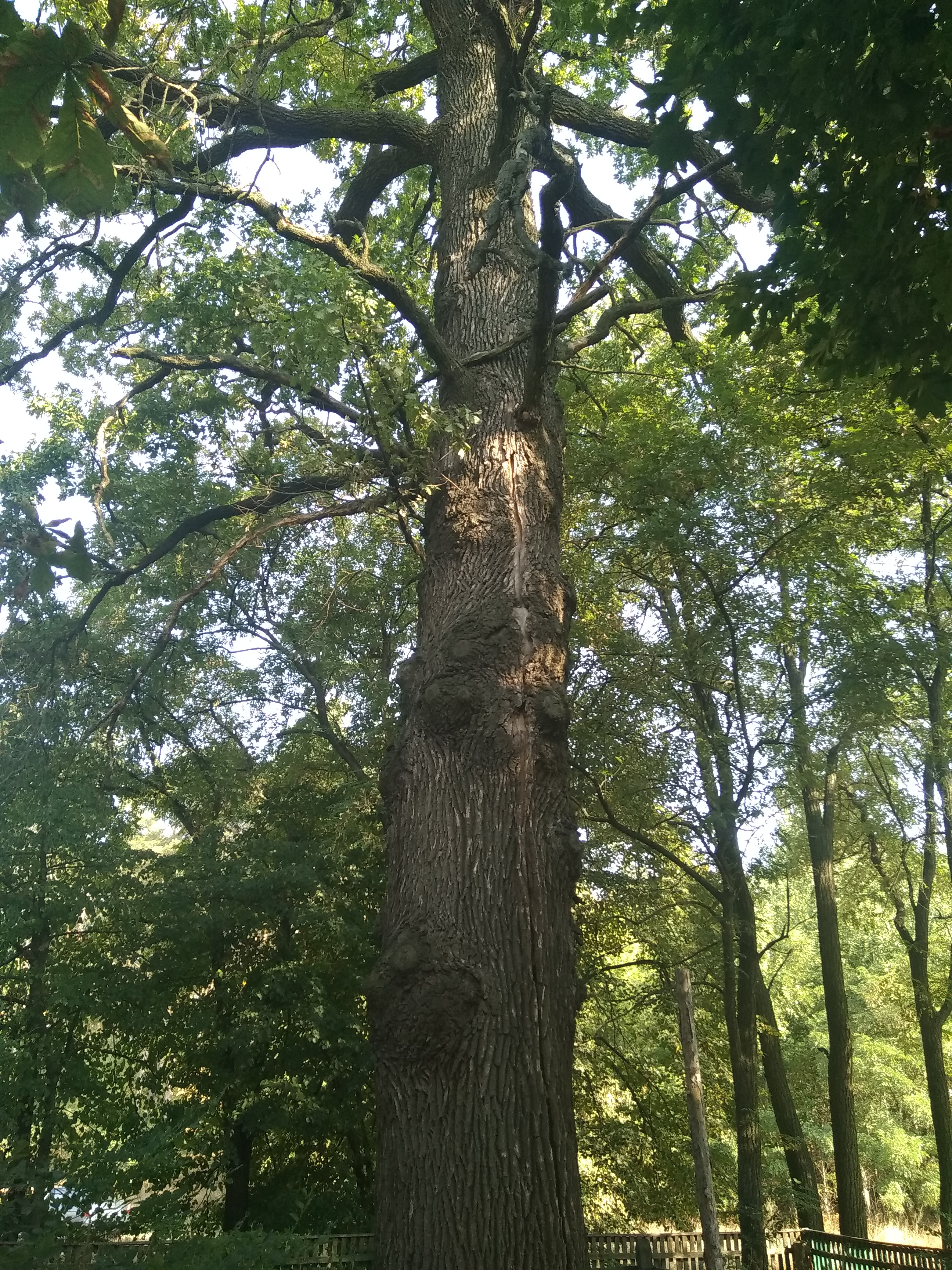